# Matheusinho
Matheus Leonardo Sales Cardoso – meglio noto come Matheusinho – (Belo Horizonte, 11 febbraio 1998) è un calciatore brasiliano, centrocampista del Santa Clara.

## Carriera
Cresciuto nel settore giovanile dell'América-MG, ha esordito in Série A il 2 giugno 2016, nella partita persa per 1-2 contro il Ponte Preta.
Rivelatosi uno dei migliori talenti della squadra brasiliana, il 30 settembre rinnova con il Coleho fino al 2021, inserendo nel contratto una clausola rescissoria da 30 milioni di euro.

## Statistiche

### Presenze e reti nei club
Statistiche aggiornate all'8 giugno 2018.
| Stagione          | Squadra           | Campionato        | Campionato | Campionato | Coppe nazionali | Coppe nazionali | Coppe nazionali | Coppe continentali | Coppe continentali | Coppe continentali | Altre coppe | Altre coppe | Altre coppe | Totale | Totale |
| Stagione          | Squadra           | Comp              | Pres       | Reti       | Comp            | Pres            | Reti            | Comp               | Pres               | Reti               | Comp        | Pres        | Reti        | Pres   | Reti   |
| ----------------- | ----------------- | ----------------- | ---------- | ---------- | --------------- | --------------- | --------------- | ------------------ | ------------------ | ------------------ | ----------- | ----------- | ----------- | ------ | ------ |
| 2016              | América-MG        | A+A1/MI           | 18+3       | 0          | CB              | 2               | 0               | -                  | -                  | -                  | -           | -           | -           | 23     | 0      |
| 2017              | América-MG        | B+A1/MI           | 24+5       | 2+1        | CB              | 0               | 0               | -                  | -                  | -                  | PL          | 2           | 0           | 31     | 3      |
| 2018              | América-MG        | A+A1/MI           | 11+0       | 1          | CB              | 0               | 0               | -                  | -                  | -                  | -           | -           | -           | 11     | 1      |
| Totale América-MG | Totale América-MG | Totale América-MG | 61         | 4          |                 | 2               | 0               |                    | -                  | -                  |             | 2           | 0           | 65     | 4      |
| Totale carriera   | Totale carriera   | Totale carriera   | 61         | 4          |                 | 2               | 0               |                    | -                  | -                  |             | 2           | 0           | 65     | 4      |